# Ali Al-Hassan
Ali Al-Hassan (en árabe: علي الحسن‎; Hofuf, 4 de marzo de 1997) es un futbolista saudita que juega en la demarcación de centrocampista para el Al-Nassr FC de la Liga Profesional Saudí.

## Selección nacional
Tras jugar en la selección de fútbol sub-23 de Arabia Saudita, finalmente hizo su debut con la selección absoluta el 15 de junio de 2021 en un encuentro de clasificación para la Copa Mundial de Fútbol de 2022 contra Uzbekistán que finalizó con un resultado de 3-0 a favor del combinado saudita tras un doblete de Salman Al-Faraj y un gol del propio Al-Hassan. Además disputó los Juegos Olímpicos de Tokio 2020.

### Goles internacionales
| # | Fecha               | Estadio                           | Oponente   | Gol | Resultado | Competición                                          |
| - | ------------------- | --------------------------------- | ---------- | --- | --------- | ---------------------------------------------------- |
| 1 | 15 de junio de 2021 | Mrsool Park, Riad, Arabia Saudita | Uzbekistán | 3–0 | 3-0       | Clasificación para la Copa Mundial de Fútbol de 2022 |

## Clubes
| Club        | País           | Año       | Partidos | Goles |
| ----------- | -------------- | --------- | -------- | ----- |
| Al-Fateh SC | Arabia Saudita | 2018-2020 | 45       | 4     |
| Al-Nassr FC | Arabia Saudita | 2020-     | 151      | 3     |

## Palmarés

### Títulos internacionales
| Título                      | Club           | País           | Año  |
| --------------------------- | -------------- | -------------- | ---- |
| Campeonato de Clubes Árabes | Al-Nassr F. C. | Arabia Saudita | 2023 |